# Суперкубок Оману з футболу 2008
Суперкубок Оману з футболу 2008  — 8-й розіграш турніру. Матч відбувся 25 вересня 2008 року між чемпіоном Оману клубом Аль-Оруба та володарем кубка Оману клубом Ес-Сувайк.
| Володар Суперкубка Оману 2008 |
| ----------------------------- |
|                               |
| Аль-Оруба Четвертий титул     |

## Матч

### Деталі
| 25 вересня 2008 |

| Аль-Оруба | 2:0 | Сур |
| --------- | --- | --- |
|           |     |     |

|  |